# Любин (гмина)
Любин (пол. Lubin) — сельская гмина (волость) в Польше, входит как административная единица в Любинский повет, Нижнесилезское воеводство. Население 10 850 человек (на 2004 год).

## Демография
| Перепись                       | Всего   | Всего | Женщины | Женщины | Мужчины | Мужчины |
| ------------------------------ | ------- | ----- | ------- | ------- | ------- | ------- |
| Единицы                        | человек | %     | человек | %       | человек | %       |
| Население                      | 10 850  | 100   | 5467    | 50,4    | 5383    | 49,6    |
| Плотность населения (чел./км²) | 37,4    | 37,4  | 18,8    | 18,8    | 18,6    | 18,6    |

## Сельские округа
1. Бучинка
2. Буковна
3. Хрустник
4. Чернец
5. Домброва-Гурна
6. Гоголовице
7. Голя
8. Гожелин
9. Гожица
10. Карчовиска
11. Клопотув
12. Кшечин-Малы
13. Кшечин-Вельки
14. Ксенгинице
15. Лисец
16. Милорадзице
17. Милосна
18. Мирошовице
19. Немстув
20. Обора
21. Осек
22. Пешкув
23. Рашова
24. Рашова-Мала
25. Рашувка
26. Седльце
27. Складовице
28. Шкляры-Гурне
29. Устроне
30. Верцень
31. Зимна-Вода
32. Болянув
33. Любкув
34. Лазек
35. Овчары
36. Подгуже
37. Залесе

## Соседние гмины
1. Гмина Хочанув
2. Гмина Хойнув
3. Гмина Кунице
4. Любин
5. Гмина Милковице
6. Гмина Польковице
7. Гмина Проховице
8. Гмина Рудна
9. Гмина Сцинава